# رالف باوم
رالف باوم (بالفرنسية: Ralph Baum)‏ هو منتج أفلام ومخرج فرنسي، ولد في 4 أكتوبر 1908 في فيسبادن في ألمانيا، وتوفي في 1 أكتوبر 1987 في باريس في فرنسا.

## وصلات خارجية
- رالف باوم على موقع IMDb (الإنجليزية)
- رالف باوم على موقع ألو سيني (الفرنسية)
- رالف باوم على موقع أول موفي (الإنجليزية)
- رالف باوم على موقع قاعدة بيانات الأفلام السويدية (السويدية)
- رالف باوم على موقع قاعدة بيانات الفيلم (الإنجليزية)
- رالف باوم على موقع كينوبويسك (الروسية)